# Щедрівська ГЕС
Щедрівська ГЕС — діюча мала гідроелектростанція у Хмельницькій області. Розташована на річці Південний Буг біля селища Летичів.

## Опис
Збудована у 1958 році, відновлена у 2002 році. Встановлена потужність 640 кВт.
Власник: ТОВ «Енергія Карпат».